# Conestoga (foguete)

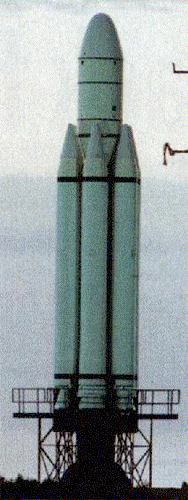
O primeiro e único Conestoga 1620, antes do lançamento em Wallops Island.

O Conestoga foi um projeto de foguete financiado pela Space Services Inc. of America (SSIA) de Houston, Texas. O Conestoga consistia originariamente de estágios de mísseis Minuteman estocados, com foguetes auxiliares presos ao seu redor, como era requerido, para cargas úteis maiores.
Ele foi o primeiro foguete comercial financiado pelo setor privado, mas foi usado apenas três vezes (sendo um deles um desenho modificado), antes que o programa fosse encerrado por falta de clientes.
A intenção original da SSIA era usar um projeto de Gary Hudson, chamado Percheron, com a intenção de reduzir muito o preço de lançamentos espaciais. Várias cargas úteis diferentes poderiam ser atendidas combinando diferentes arranjos do módulo básico.
A SSIA efetuou um teste prático disparando o Percheron da Ilha de Matagorda em 5 de Agosto de 1981, mas o foguete explodiu na plataforma de lançamento.
Depois disso, a SSIA desfez o seu acordo com Hudson.
Depois disso, o fundador da SSIA, David Hannah contratou Donald Slayton, um dos astronautas do grupo Mercury Seven. Eles criaram um novo desenho totalmente novo, baseado num agrupamento de motores do segundo estágio do míssil Minuteman, o qual chamaram de Conestoga.
O primeiro lançamento desse modelo, o Conestoga I, ocorreu em 9 de Setembro de 1982, consistindo do estágio base e uma carga útil inerte de 500 kg. A carga útil foi ejetada com sucesso a 313 km, tornando o Conestoga I o primeiro foguete de financiamento privado a atingir o espaço.
A SSIA foi adquirida pela EER Systems em Dezembro de 1990. O desenho foi modificado novamente, desta vez usando motores Castor como foguetes auxiliares. Esse novo desenho ficou conhecido como Conestoga 1620, ou outros números, dependendo da quantidade de foguetes auxiliares usados.
Em 1990, a EER foi contratada para fazer parte do programa COMET da NASA para efetuar vários lançamentos usando o Conestoga. O primeiro lançamento ocorreu em 23 de Outubro de 1995 a partir da Wallops Flight Facility. O lançamento transcorreu sem problemas, mas o foguete se partiu a 46 segundos de voo. Depois disso a NASA resolveu cancelar o programa. Com isso a EER acabou saindo desse mercado.